# الرنح المخيخي ما بعد الإصابة الفيروسية
الرنح المخيخي ما بعد الإصابة الفيروسية، المعروف أيضًا بالتهاب المخيخ الحاد والرنح المخيخي الحاد (إيه سي إيه)، مرض يمتاز بالبدء المفاجئ لرنح تالٍ لعدوى فيروسية. يؤثر المرض على وظيفة منطقة المخيخ في الدماغ أو بنيتها.

## الأعراض والعلامات
تؤثر أغلب أعراض الرنح المخيخي ما بعد الإصابة الفيروسية على حركات الجسم، إذ تتضمن بعض الأعراض الشائعة الملحوظة على المصابين اضطراب حركات العين والجسم وصعوبة المشي والغثيان والإقياء والصداع.

## الأسباب
يُعزى الرنح المخيخي ما بعد الإصابة الفيروسية إلى أذية المخيخ أو اضطراب وظيفته، وهو أشيع حدوثًا عند الأطفال خاصةً تحت سن الثالثة، وعادةً ما يحدث بعد عدة أسابيع من مرض فيروسي. تشمل الإصابات الفيروسية التي قد تسببه جدري الماء وداء كوكساكي (يُسمى أيضا داء اليد والقدم والفم) وفيروس إبشتاين بار (فيروس بشري شائع ينتمي إلى عائلة فيروسات الحلأ) والإنفلونزا وفيروس العوز المناعي البشري وفيروس كورونا المرتبط بالمتلازمة التنفسية الحادة الشديدة النوع 2 (الفيروس المسبب لمرض كورونا 2019).

## التشخيص
بما أن غالبية حالات الرنح المخيخي الحاد تحدث بعد عدوى فيروسية، يكون سؤال الطبيب الأول حول إصابة المريض حديثًا بداء ما، ومن هنا يمكن أن تحدد سلسلة من فحوص الاستبعاد ما إذا كانت حالة الرنح القائمة تشخيصًا صحيحًا أم لا. يُمكن للتصوير المقطعي المحوسب (سي تي) أن يستبعد احتمالية وجود ورم بالحفرة الخلفية أو نزف حاد عندما تكون نتائج الصورة ضمن النطاق الطبيعي، إذ تسبب الآفات السابقة شذوذات شعاعية. يمكن إجراء اختبارات التصوير الأخرى أيضًا مثل تخطيط الدماغ الكهربائي والتصوير بالرنين المغناطيسي لاستبعاد التشاخيص المحتملة للأمراض الشديدة الأخرى مثل ورم خلايا الأرومة العصبية والتسمم الدوائي والتهاب الأذن الداخلية الحاد والأمراض الاستقلابية. يُعد عزل الفيروسات من السائل الدماغي الشوكي اختبارًا أكثر تعقيدًا يُجرى للتحليل البحثي للمرض. يبين هذا الاختبار أن الفيروس قد هاجم الجهاز العصبي للمريض وأدى إلى أعراض الرنح.

### التشخيص التفريقي
قد يشمل التشخيص التفريقي ما يلي:
- متلازمة ترجرج العينين والارتجاج العضلي.
- متلازمة ميلر فيشر.
- التهاب السحايا والدماغ.
- خراج الدماغ.
- الأورام.
- استسقاء الرأس.
- أمراض الأذن الداخلية.
- التهاب الدهليز الحاد.
- التهاب الأذن الداخلية الحاد.

## العلاج
عادةً ما يزول الرنح دون أي معالجة. قد تتطلب هذه الحالة معالجةً دوائيةً في الحالات التي يُكشف فيها سبب كامن، وفي حالات نادرة جدًا قد يعاني المرضى من أعراض مستمرة مسببة للعجز. يشمل العلاج الستيرويدات القشرية وإعطاء الغلوبيولين المناعي عبر التسريب الوريدي أو فصادة البلازما. يملك العلاج الدوائي الهادف لتحسين التناسق العضلي معدل نجاح منخفض، ورغم ذلك قد تُوصف الأدوية التالية: الكلونازيبام والأمانتادين والغابابنتين والبوسبيرون.
قد تخفف المعالجة الفيزيائية أو المهنية من اضطراب التناسق الحركي، ويمكن لتغيير الحمية والمكملات الغذائية أن تساعد أيضًا. يعتمد العلاج على السبب الكامن وراء الرنح، فإذا كان ناجمًا عن نزف قد يحتاج المريض إلى الجراحة، وقد تُعطى المميعات الدموية في حالة السكتة الدماغية. تتطلب العدوى البكتيرية المعالجة بالمضادات الحيوية، وقد تستلزم الحالة إعطاء الستيرويدات لتدبير وذمة (التهاب) المخيخ (مثل التصلب المتعدد). بالمقابل قد لا يحتاج الرنح المخيخي الناجم عن عدوى فيروسية أي معالجة.

## الإنذار
يُفترض أن يتعافى الأشخاص المصابون بالرنح نتيجة عدوى فيروسية حديثة كليًا دون علاج في غضون بضعة أشهر، لكن يجب التمرن على المهارات الحركية الدقيقة مثل الكتابة اليدوية من أجل استعادة كفاءتها السابقة. قد تسبب السكتات الدماغية أو النزوف أو العدوى أعراضًا دائمةً في الحالات الأخطر.

## تاريخيًا
ذكر ويستفال أول حالة موثقة للرنح المخيخي ما بعد الإصابة الفيروسية عام 1872، إذ لاحظ ارتباطات الحالة مع متلازمة مخيخية عكوسة. وُثقت إحدى الحالات الأولى الأخرى عام 1905. وصف باتن بالتفصيل حالات من الرنح المخيخي ما بعد الإصابة بالعدوى عند خمسة أطفال. بقي سبب المرض مجهولًا حتى عام 1978 عندما افترض «ويس» و«جوبرمان» أن الرنح المخيخي الحاد قد ينجم عن غزو مباشر للجهاز العصبي المركزي بعوامل معدية. مذ ذلك الحين أُجريت العديد من دراسات الحالة لفهم الظروف والأعراض والأسباب الكامنة وراء المرض. أُجريت أكبر دراسة استرجاعية للرنح المخيخي الحاد الطفولي على يدي كونولي عام 1994. تشيع الإشارة إلى هذا المرض حتى وقتنا الحالي في الممارسة السريرية لاضطرابات الجهاز العصبي المناعية الذاتية والالتهابية الأخرى.